# Kamenice (zaniklá vesnice)
Kamenice je zaniklá vesnice severně od města Blovice v okrese Plzeň-jih, a to v nadmořské výšce 445 až 470 m n. m. (tedy na svahu vrchu Kamensko). Na jejím místě dnes stojí rekreační osada Kamensko.
První písemná zmínka je v listinách kladrubského kláštera již z roku 1115. Další zmínky nalezneme v dokumentech z let 1183 a 1239. V centrálních majetkových knihách z roku 1544 je již však uváděna jako pustá, a to v majetku nedaleké obce Blovice.
Zdrojem vody byl malý rybník uprostřed půlkruhové vsi napájený pramenem. Prokázána je také budova hájovny a dalších 31 objektů. Jednotlivých velkých stavení bylo pravděpodobně sedm. V okolí je také prokázána povrchová těžba pravděpodobně železné rudy (která byla ukončena až v 18. století) a čtyři úvozy.
První průzkumy byly podniknuty v druhé polovině 19. století ředitelem hradišťského velkostatku Janem Žákem; další rozsáhlejší terénní průzkum byl proveden až v roce 2004. Výzkum mezi lety 2005 až 2007 zahrnoval geodetické zaměření zbytků staveb, přičemž bylo poukazováno na podobnost s nedaleko se nacházející zaniklou obcí Chýlava. Drtivá většina nalezené keramiky je datována do 13. až 15. století.